# Trzebień (gmina w województwie wrocławskim)

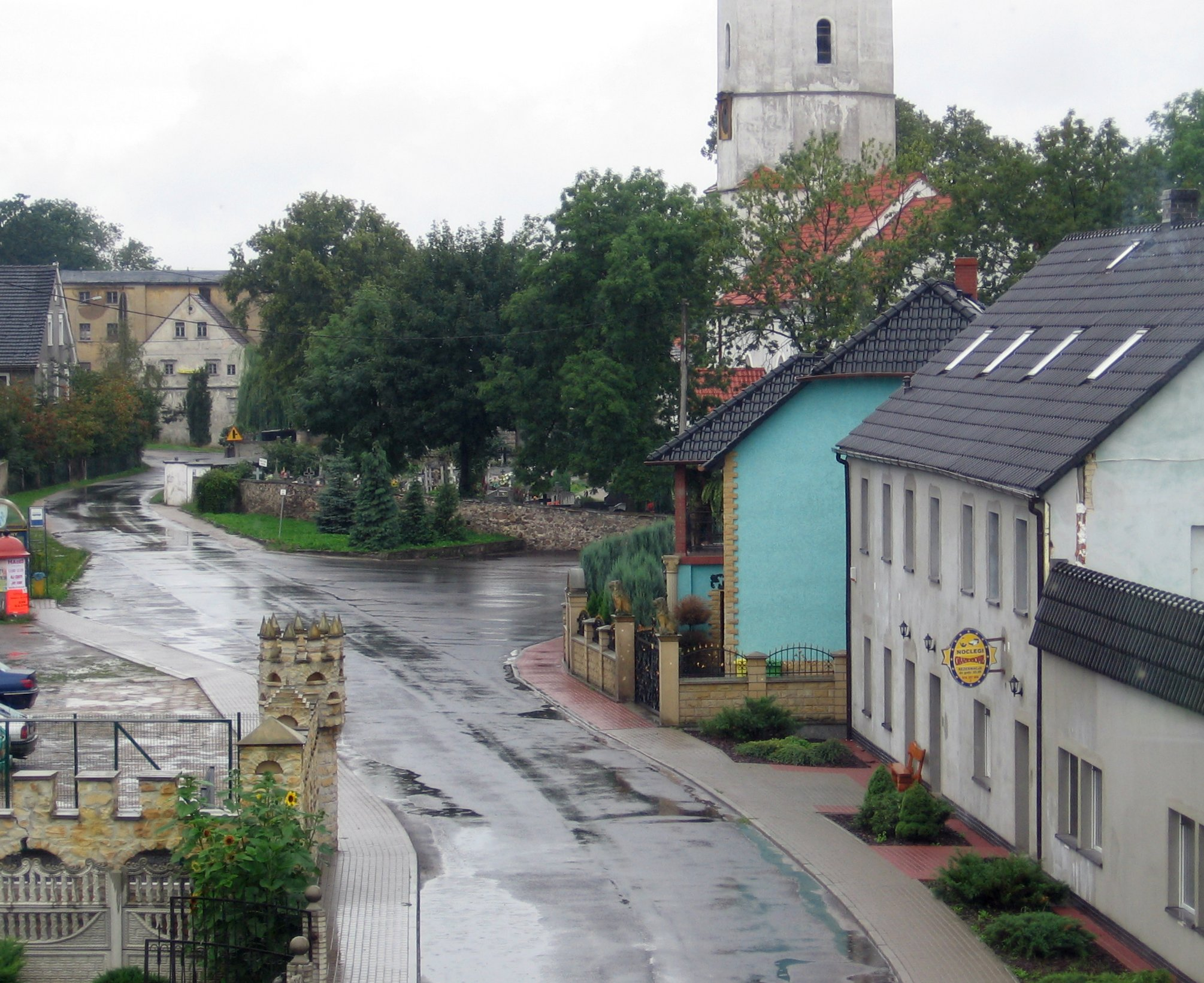
Kraśnik Dolny

Trzebień – dawna gmina wiejska istniejąca w latach 1945–1954 w woj. wrocławskim (dzisiejsze woj. dolnośląskie). Siedzibą władz gminy był Trzebień.
Gmina Trzebień powstała po II wojnie światowej na terenie tzw. Ziem Odzyskanych (tzw. II okręg administracyjny – Dolny Śląsk). 28 czerwca 1946 gmina – jako jednostka administracyjna powiatu bolesławieckiego – weszła w skład nowo utworzonego woj. wrocławskiego.
Według stanu z 1 lipca 1952 gmina składała się z 15 gromad: Chociszowice, Dąbrowa Bolesławiecka, Golnice, Kozłów, Kraśnik Dolny, Kraśnik Górny, Kraśnik Dolny, Lipiany, Łąka, Nowa Wieś, Parkoszów, Pstrąże, Stara Oleszna, Trzebień i Trzebień Mały. Gmina została zniesiona 29 września 1954 wraz z reformą wprowadzającą gromady w miejsce gmin. Jednostki nie przywrócono 1 stycznia 1973 wraz z kolejną reformą reaktywującą gminy.